# Anna Cramer
Pour les articles homonymes, voir Cramer.
Anna M. Cramer (15 juillet 1873 - 4 juin 1968) est une compositrice néerlandaise.

## Biographie
Anna Cramer est née à Amsterdam. Elle fait ses études au Conservatoire d'Amsterdam et obtient son diplôme en 1897. Elle étudie ensuite la composition en Allemagne avec Wilhelm Berger et Max von Schillings. Après avoir terminé ses études, elle entame avec succès une carrière de compositrice et plusieurs de ses œuvres sont jouées en 1906-07. Cramer publie ses chants Op. 1-4 en Allemagne entre 1907 et 1910.
Cramer vit à Munich et à Berlin entre 1910 à 1925 puis s'installe à Vienne. En Autriche, elle collabore avec le poète et compositeur Walter Simlinger qui a écrit les livrets de ses deux opéras, Der letzte Tanz et le Dr Pipalumbo (1926-1927).
Cramer souffre de problèmes de santé mentale et, en 1930, elle est internée dans un établissement psychiatrique. Elle en sort en janvier 1931 et retourne aux Pays-Bas, mais elle se retire de la vie publique. Plus aucune de ses œuvres ne seront publiées de son vivant. Cependant elle continue de composer, et, en 1958, elle entrepose une valise de manuscrits dans une banque d'Amsterdam.
Sa santé mentale se détériore et en 1960 elle est de nouveau hospitalisée. Elle restera dans une maison de retraite jusqu'à sa mort à l'âge de 94 ans à Blaricum,.
La valise contenant ses manuscrits a été remise au Haags Gemeentemuseum, et ses compositions sont actuellement hébergées au Nederlands Muziekinstituut à La Haye.

## Œuvres
- Sechs Lieder, op. 4 – Erwachen dans den grellen Tag
- Sechs Lieder, op. 4 – Ave Rosa
- Sechs Lieder, op. 4 – Michel mit der Lanze
- Sechs Lieder, op. 4 – Vale
- Sechs Lieder, op. 4 – Auftrag
- Sechs Lieder, op. 4 – Waldhornklänge
- Wenn die Linde blüht
- Fünf Gedichte, op. 1 – Bispill
- Fünf Gedichte, op. 1 – Bussemann
- Fünf Gedichte, op. 1 – Wa heet se doch?
- Fünf Gedichte, op. 1 – De Jäger
- Fünf Gedichte, op. 1 – Int Holt
- Schlafliedchen für s Peterle
- Zehn Gedichte – Souvenir de Malmaison
- Zehn Gedichte – In einer grossen Stadt
- Zehn Gedichte – Blümekens
- Zehn Gedichte – Briefwechsel
- Zehn Gedichte – Spruch
- Zehn Gedichte – Meiner Mutter
- Zehn Gedichte – Auf einer grünen Wiese
- Zehn Gedichte – Nach dem Balle
- Zehn Gedichte – Siegesfest
- Zehn Gedichte – Fatinga
- Zwei Notturnos – Im Pavillon
- Zwei Notturnos – Am Meer
- Wenn der Abend sinkt
- Der letzte Tanz, opéra
- Le dr Pipalumbo, opéra